# Ruth Lorenzo
Ruth Lorenzo Pascual (Murcia, 10 november 1982) is een Spaans zangeres.

## Biografie
Ruth Lorenzo brak in 2008 door bij het grote publiek door haar deelname aan The X Factor, een Britse talentenjacht. Ze wist het acht weken uit te houden, en strandde uiteindelijk op de vijfde plaats. In juni 2011 bracht ze haar eerste single uit op de Spaanse markt, getiteld Burn.
In februari 2014 nam ze deel aan de Spaanse preselectie voor het Eurovisiesongfestival. Met het nummer Dancing in the rain eindigde ze ex aequo op de eerste plaats, samen met Brequette en diens Más (run), maar aangezien zij de favoriet was bij de televoters, mocht zij Spanje vertegenwoordigen op het Eurovisiesongfestival 2014, dat gehouden werd in de Deense hoofdstad Kopenhagen. Ze eindigde er uiteindelijk op de tiende plaats.
Op 7 oktober is haar nummer "Gigantes" uitgekomen dat onderdeel is van het album "Planeta Azul" dat op 27 oktober 2014 uitgekomen is. Dit is haar eerste studioalbum en heeft uit elf nummers.